# Keetia venosa
Keetia venosa là một loài thực vật có hoa trong họ Thiến thảo. Loài này được (Oliv.) Bridson mô tả khoa học đầu tiên năm 1986.